# Ligament interclaviculaire
Ne doit pas être confondu avec Interclavicule.
Le ligament interclaviculaire est un ligament impair de l'articulation sterno-claviculaire.

## Description
Le ligament interclaviculaire unit transversalement les deux extrémités médiales des deux clavicules.
Son trajet est concave vers le haut en suivant la concavité de l'incisure jugulaire du sternum à laquelle il adhère par quelques fibres.
Il est en relation, en avant, avec le tégument et le muscle sterno-cléido-mastoïdien et en arrière avec le muscle sterno-thyroïdien.

## Rôle
Il permet la coordination des mouvements des deux ceintures scapulaires.

## Aspect clinique
La présence de ce ligament, rendant solidaire les deux clavicules, oblige une immobilisation bilatérale et symétrique en cas de fracture claviculaire unilatérale.